# Volker Neumann (Rechtswissenschaftler)
Volker Neumann (* 13. April 1947 in Pethau bei Zittau) ist ein deutscher Staats- und Sozialrechtslehrer.

## Leben
Nach dem Abitur am Bunsen-Gymnasium in Heidelberg studierte er Rechtswissenschaft in Frankfurt am Main und in Heidelberg und bestand dort 1971 das Erste Juristische Staatsexamen. Die Referendarsausbildung im Oberlandesgerichtsbezirk Karlsruhe, die eine halbjährige Wahlstation an der Deutsch-Französischen Handelskammer in Paris einschloss, beendete er 1975 mit dem Zweiten Juristischen Staatsexamen.
Von 1976 bis 1980 war er als Studienleiter beim Evangelischen Studienwerk Villigst beschäftigt. 1979 promovierte er an der Universität Gießen mit einer von Helmut Ridder betreuten Dissertation zur Staatstheorie Carl Schmitts. Nach der Annahme eines Rufes auf eine Professur für Recht an der Fachhochschule Frankfurt am Main unterrichtete er bis 1992 vor allem im Sozialrecht. In dieser Zeit arbeitete er an einer von Michael Stolleis betreuten Habilitationsschrift zur Stellung der freien Wohlfahrtspflege im Sozialstaat; das Thema ist eine Schnittstelle von Sozialrecht und Verfassungsrecht einschließlich Staatskirchenrecht. Die Habilitation an der Universität Frankfurt am Main wurde 1991 erfolgreich abgeschlossen. 1992 wurde er zum Universitätsprofessor für Öffentliches Recht und Sozialrecht an der Humboldt-Universität zu Berlin ernannt. Es folgte 1995 die Berufung an die Juristische Fakultät der Universität Rostock, wo er bis zur Annahme eines Rufes auf einen Lehrstuhl für Öffentliches Recht, Sozialrecht und Staatstheorie an der Humboldt-Universität im Jahre 2003 lehrte. Seit 2012 ist er im Ruhestand.
Zu seinen Forschungsschwerpunkten zählen die Schnittstellen von Sozialrecht und Verfassungsrecht, insbesondere das Recht der Erbringung von Sozialleistungen und die Gewährleistung des Existenzminimums, die Grundrechte, das Demokratieprinzip und die Geschichte der deutschen Staatsrechtslehre des 19. und 20. Jahrhunderts. Er war mit Dieter Giese Herausgeber der 1988 begründeten Schriftenreihe „Beiträge zum Recht der sozialen Dienste und Einrichtungen“ (RsDE), von 1996 bis 1999 Vorsitzender der Schiedsstelle nach § 76 SGB XI des Landes Mecklenburg-Vorpommern und ab 1997 für vier Jahre Mitglied im Hauptausschuss des Deutschen Vereins für öffentliche und private Fürsorge. Er ist Mitglied des Deutschen Sozialrechtsverbands und der Vereinigung der deutschen Staatsrechtslehrer, in die er gegen den Widerstand konservativer Professoren erst nach einer knapp ausgegangenen Abstimmung auf einer Mitgliederversammlung aufgenommen wurde. Sein 2015 erschienenes Buch „Carl Schmitt als Jurist“ wurde in die Leseempfehlung „Juristische Bücher des Jahres“ aufgenommen. Er gehört zu den Staatsrechtslehrern, die den Aufruf „Verkleinert den Bundestag“ unterzeichnet haben.

## Schriften (Auswahl)
- Der Staat im Bürgerkrieg. Kontinuität und Wandlung des Staatsbegriffs in der politischen Theorie Carl Schmitts. Campus-Verlag, Frankfurt am Main/New York 1980, ISBN 3-593-32667-1 (Dissertation).
- Freiheitsgefährdung im kooperativen Sozialstaat. Rechtsgrundlagen und Rechtsformen der Finanzierung der freien Wohlfahrtspflege. Heymann, Köln/Berlin/Bonn/München 1992, ISBN 3-452-22350-7 (Habilitationsschrift).
- mit Dörte Nielandt und Albrecht Philipp: Erbringung von Sozialleistungen nach Vergaberecht? (= Schriften zum deutschen und europäischen Sozialrecht; Band 5). Nomos-Verlags-Gesellschaft, Baden-Baden 2004, ISBN 3-8329-0896-X.
- Carl Schmitt als Jurist. Mohr Siebeck, Tübingen 2015, ISBN 3-16-153772-6.
- Volkswille. Das demokratische Prinzip in der Staatsrechtslehre vom Vormärz bis heute. Mohr Siebeck, Tübingen 2020, ISBN 978-3-16-159658-2 / eISBN 978-3-16-159659-9.
- Demokratie und Völkerrecht. Mohr Siebeck, Tübingen 2023, ISBN 978-3-16-162572-5 / eISBN 978-3-16-162673-9.